# Китайская группа электронных технологий
China Electronics Technology Group Corporation (CETC, Корпорация «Китайская группа электронных технологий») — китайская государственная компания, специализирующаяся на производстве средств связи, электроники, программного обеспечения военного и специального назначения. Основана в 2002 году на базе активов Министерства информационной промышленности, штаб-квартира расположена в Пекине, в структурах группы занято около 180 тыс. сотрудников.
China Electronics Technology Group входит в число 500 крупнейших компаний мира и в число 20 крупнейших производителей вооружений в мире.

## История
В мае 2024 года Министерство торговли США добавило в список торговых ограничений некоторые подразделения China Electronics Technology Group за то, что они пытались получить американские технологии для поддержки китайских исследований в квантовой сфере. 

## Продукция
China Electronics Technology Group производит телекоммуникационное и электронное оборудование, компьютеры, серверы, сетевые шлюзы, процессоры, устройства хранения данных, системы управления войсками, системы управления воздушным движением, военные и метеорологические радиолокационные станции, гидролокаторы, системы раннего предупреждения, беспилотные летательные аппараты, навигационные системы, системы видеонаблюдения и распознавания лиц, волновые генераторы, а также занимается разработкой программного обеспечения, управлением военными активами, строительными работами и прокладкой телекоммуникационных сетей.

## Дочерние структуры
В состав China Electronics Technology Group входят восемь компаний, акции которых котируются на фондовых биржах, 42 дочерние компании, 66 вспомогательных подразделений, более 40 зарубежных отделений, 18 национальных лабораторий, 10 национальных исследовательских центров, а также сеть сбытовых и сервисных центров в Китае и за рубежом. 
China Electronics Technology Group принадлежит контрольный пакет акций компании Hikvision (Ханчжоу) — крупнейшего в Китае производителя систем видеонаблюдения и специальных видеокамер. Также в состав группы CETC входят крупные производители компьютерной техники East China Computer и Taiji Computer; 14-й исследовательский институт CETC (Нанкин), который разрабатывает средства электронной разведки, интегральные схемы, системы беспроводной связи и гражданские радары; 32-й исследовательский институт CETC, известный как Восточнокитайский институт компьютерных технологий (Шанхай); и исследовательский центр в «умном городе» Сюнъань.
В городе Шицзячжуан расположена инновационная база датчиков на основе микроэлектромеханических систем, которые используются в аэрокосмической промышленности, автомобилях на новых источниках энергии и системах искусственного интеллекта.

### Листинговые компании
- GLARUN Technology Co. Ltd. (Нанкин)[21]
- GCI Science & Technology Co. Ltd. (Гуанчжоу)
- Taiji Computer Corp. Ltd. (Пекин)[22]
- CETC Digital Technology Co. Ltd. (Шанхай)[23]
- Hikvision Digital Technology Co. Ltd. (Ханчжоу)[24]
- CETC Cyberspace Security Technology Co. Ltd. (Чэнду)[25]
- Sun Create Electronics Co. Ltd. (Хэфэй)[26]
- Phoenix Optics Co. Ltd. (Шанжао)[27]

### Другие подразделения
- Chongqing Sound and Light Technology Group (Чунцин)
- CETC Network Information Security (Чэнду)
- CETC Aviation Electronics (Чэнду)
- CETC Software Information Service (Шанхай)
- China Electronic Science and Technology Electronic Equipment (Пекин)
- China Electronics Technology Instrument and Meter (Пекин)
- CETC Communication Division (Пекин)
- CETC International (Пекин)
- CETC Investment Share Holding (Пекин)
- China Electronic Science and Technology Financial (Пекин)
- China Far East International Trading Corporation (Пекин)

### Научно-исследовательские учреждения
- Китайская академия электроники и информационных технологий (Пекин)
- Исследовательский центр CETC информационной инженерии (Пекин)
- Морской институт информационных технологий (Пекин)
- 3-й исследовательский институт CETC (Пекин)
- 8-й исследовательский институт CETC (Хуайнань)
- 9-й исследовательский институт CETC (Мяньян)
- 10-й исследовательский институт CETC (Чэнду)
- 11-й исследовательский институт CETC (Пекин)
- 12-й исследовательский институт CETC (Пекин)
- 13-й исследовательский институт CETC (Шицзячжуан)
- 14-й исследовательский институт CETC (Нанкин)
- 15-й исследовательский институт CETC (Пекин)
- 16-й исследовательский институт CETC (Хэфэй)
- 18-й исследовательский институт CETC (Тяньцзинь)
- 20-й исследовательский институт CETC (Сиань)
- 21-й исследовательский институт CETC (Шанхай)
- 22-й исследовательский институт CETC (Синьсян)
- 23-й исследовательский институт CETC (Шанхай)
- 27-й исследовательский институт CETC (Чжэнчжоу)
- 28-й исследовательский институт CETC (Нанкин)
- 29-й исследовательский институт CETC (Чэнду)
- 32-й исследовательский институт CETC (Шанхай)
- 36-й исследовательский институт CETC (Цзясин)
- 38-й исследовательский институт CETC (Хэфэй)
- 43-й исследовательский институт CETC (Хэфэй)
- 46-й исследовательский институт CETC (Тяньцзинь)
- 47-й исследовательский институт CETC (Шэньян)
- 49-й исследовательский институт CETC (Харбин)
- 51-й исследовательский институт CETC (Шанхай)
- 53-й исследовательский институт CETC (Цзиньчжоу)
- 55-й исследовательский институт CETC (Нанкин)

14-й исследовательский институт разрабатывает РЛС для китайских истребителей.